# Stensholms Fabrik
Stensholms Fabriks AB var ett bruk som grundades i Stensholm i Hakarps socken år 1890. Innan fabriken låg Stensholms Pappersbruk på området, men pappersbruket brann ner till grunden 1889. Den 6 juni 1890 fastställdes bolagsordningen. Wilhelm Tham, Hugo Tamm och Karl Hård af Segerstad var de första ledamöterna i bolagsstyrelsen. Chef blev Axel Broman, och hans tid som chef kom att bidra till att fabriken blev en av de sett till personalvård och ordning längst komna industriföreningarna i Sverige.
Fabriken skulle tillverka "finmekaniska detaljer med huvudtillverkning av stickmaskiner och skomakarmaskiner", men temporärt förekom även andra produktioner. Under perioder gjordes legotillverkning åt Volvo och under andra världskriget tillverkades krigsmateriel. 1950 köpte bolaget Haldex i Halmstad, och 1954 förflyttades produktionen till Halmstad, och Husqvarna Vapenfabrik övertog byggnaderna i Stensholm. Maskiner överfördes till det nyskapade bolaget Stefa i Landskrona. Arbetare på fabriken bildade 1944 ishockeylaget IK Stefa.

## Fabrikshistoria

### Företaget bildas

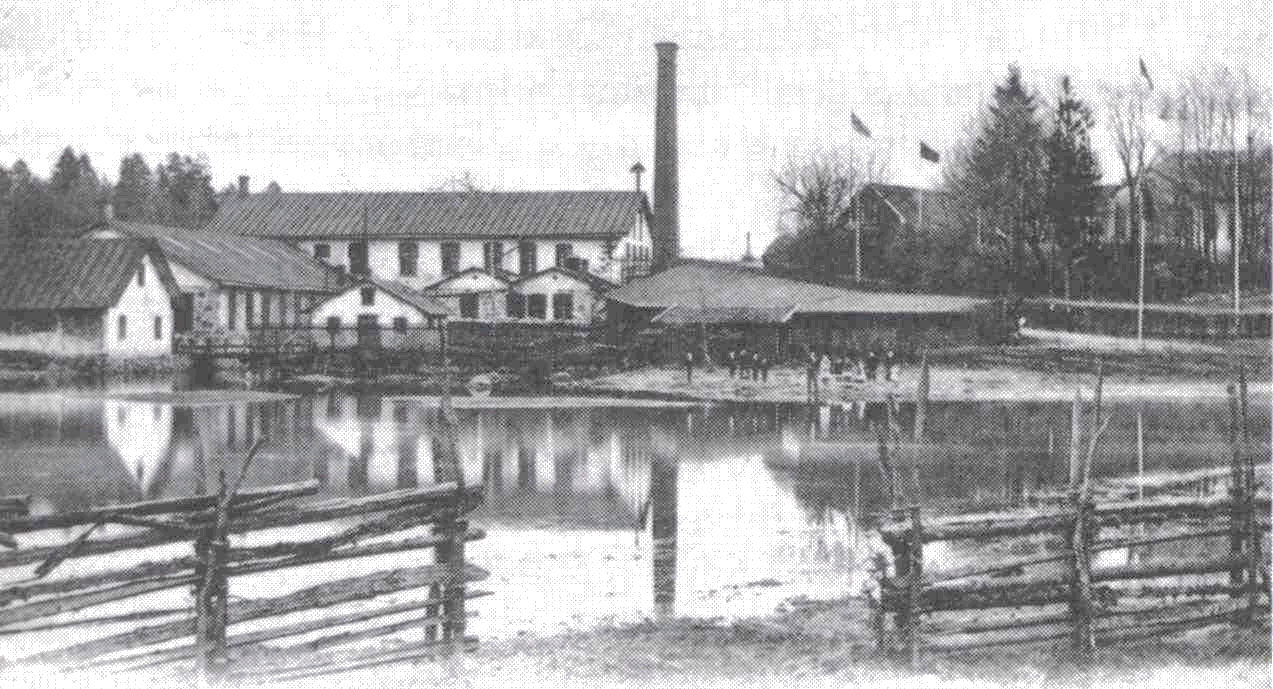
Stensholms Fabrik år 1900.

Stensholms Fabriks AB grundades 1890. Innan företaget grundades användes området av Stensholms Pappersbruk, som dock förstördes grundligt i en brand 1889. Bolagets styrelse beslutade då att sälja företaget, och uppköparna blev Husqvarna Vapenfabriks AB, som påföljande år sålde det till Stensholms Fabriks AB. 6 juni 1890 fastställde man bolagsordningen och man tog över pappersbrukets alla byggnader och areal, förutom vattenfallet, dammen och dammfästet som behölls av Husqvarna.
Den första bolagsstyrelsen bestod av Wilhelm Tham, Hugo Tamm och Karl Hård af Segerstad. Man skulle tillverka "finmekaniska detaljer med huvudtillverkning av stickmaskiner och skomakarmaskiner". Axel Broman blev chef, och hans chefskap gjorde att Stensholms Fabrik blev en av de sett till personalvård och ordning längst komna industriföretagen i Sverige. Fabriken hade bestämda ordningsregler, gällande arbetstider, raster, vilka straff man skulle få för att överskrida dessa, och så vidare. De som straffades betalade böter, som gick till sjukkassan, i vilken alla anställda var tvungna att vara med.

### Stor efterfrågan
Stensholm började, efter att ledningen ställt arbetslokalerna i ordning och inköpt maskiner, bli en stor aktör inom finmekaniska produkter, vilket delvis berodde på att man fick använda Husqvarna Vapenfabriks försäljningsorganisation, och under deras namn. I mitten av 1890-talet fanns omkring 75 anställda personer. Broman ledde företaget till 1898, var driftschef till 1899, vartefter han gick i pension. Till 1898 fungerade Hård af Segerstad som direktör, och efterträddes av Wilhelm Göransson från Husqvarna, som var verkställande direktör på Stensholms Fabrik till 1939. Göransson fick stor respekt av de anställda genom sitt korrekta uppträdande, men även intresse för fabrikens anställda och hur han genom sjukkassan med mera hjälpte sjuka eller andra med svårigheter. Efterträdare till Broman blev under ett år ingenjören Tjerneld, tills han efterträddes av Victor Pagels. Under Pagels tid låg antalet anställda ganska konstant på mellan 75 och 100 personer, och man började tillverka vridmaskiner, och sedermera även cykelpumpar, pumpfästen och legotillverkning.

### Stagnation i försäljningen

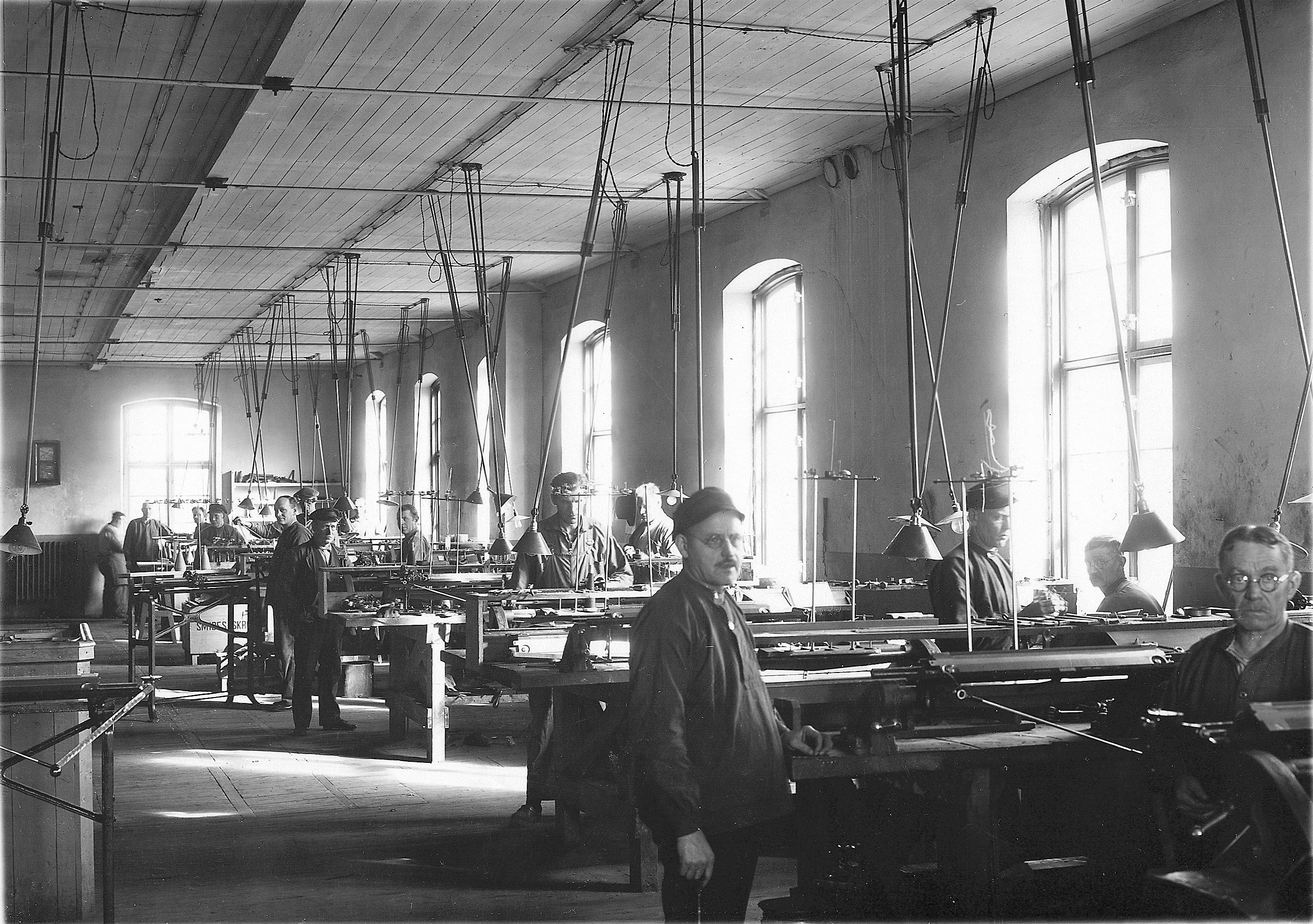
Monteringsverkstad för stickmaskinen vid Stensholms fabrik år 1930.

1917 blev Ernst Pettersson ny chef, vilket han var till 1920. Under perioden hade man avsättningssvårigheter och fabrikens utveckling stagnerade. Detta berodde delvis på första världskriget som försvårade exporten allt mer. Den tidigare stora importören av fabrikens stickmaskiner var Finland, som dock inte kunde importera mycket under andra världskriget. Man försökte börja producera nya saker, som karbidlampor, utan att lyckas. 1920 bytte man driftschef från Pettersson till Harald Dahlstedt, som i egenskap av duktig tekniker och konstruktör betydde mycket för utvecklingen av fabriken. Han ägde flera patent, och blev överingenjör 1940. Dahlstedts viktigaste uppgift var att konstruera en ny stickmaskin och 1924 var den klar. Den fick namnet "Fama", och hade en annorlunda låskonstruktion än vad den tidigare hade. Maskinen hade en nydanande sadel samt nya gejdskenor som satte nålarna i rörelse. Produkten tvingade fram en rationalisering av fabriken med nya maskiner, vilket förbättrade produktionen (även om mycket handarbete ändå krävdes). Trots konstruktionen sålde dock inte stickmaskinen så mycket som krävdes för att utveckla Stensholm, och första världskriget fortsatte ha en negativ verkan på försäljningen. Man var tvungen att inskränka på driften och avskeda personal, samt i vissa fall ha korttidsveckor. De månadsavlönade fick 10 procents lönesänkning, enligt en skrivelse från bolaget från den 25 februari 1932.
Vid tidpunkten tillverkades inte enbart vrid- och stickmaskiner, utan man tillverkade även hushållsvågar, knappnålsautomater, smörjsprutor, luftpumpar, körriktningsvisare och legotillverkning åt Volvo. AB Svenskt Kontrollregister fick störst betydelse som beställare från Stensholm. Kooperativa Förbundet hade skapat det dotterbolaget för att tillverka kassaapparater, och man började beställa från Stensholm. Hugin Kassaregister AB, som Svenskt Kontrollregister senare skulle komma att kallas, samarbetade med Stensholm i över tjugo år. 1939 hade Stensholms Fabriks AB 88 anställda och en omsättning på uppemot 900 000 kronor.

### En stark ekonomi och samhällelig förbättring
Under Dahlstedts ledarskap byttes det gamla uppvärmningssystemet med koks- och vedkaminer ut mot centralvärme. Utedassen ersattes med vattenklosetter, och tvättställ med rinnande vatten fick ersätta vattenhoar. Man bytte ut och byggde nya arbetsbänkar och klädskåp, och när man 1929 ersatte likströmsgeneratorn med en växelströmsgenerator fick man ut 150 kW, vilket gav jämnare belysning i fabrik och bostäder samt en utökad gatubelysning. Elektriciteten drevs av det närliggande vattenfallet. Remdriften kom från en axelledning som gick genom hela maskinverkstaden. Under vissa vintrar kunde vattnet stanna och bilda en issörja på botten som gjorde att vattnet inte kunde passera genom turbinen. Maskinerna stod då stilla och det fanns ingen belysning. Förutom arbetsförhållandemässiga förbättringar förbättrades även bolagets bostäder mycket under Dahlstedt. Samtliga lägenheter försågs med avloppsledningar och vatten, som dock inte kunde användas till matlagning. En ny chefsbostad byggdes 1938. Ekonomin i bolaget var under tiden stark och årsomsättningen det året låg på 897 000 kronor med en vinst på 122 000 kronor och bankfordringarna på 155 000 kronor.

### Utveckling och krigsmateriel

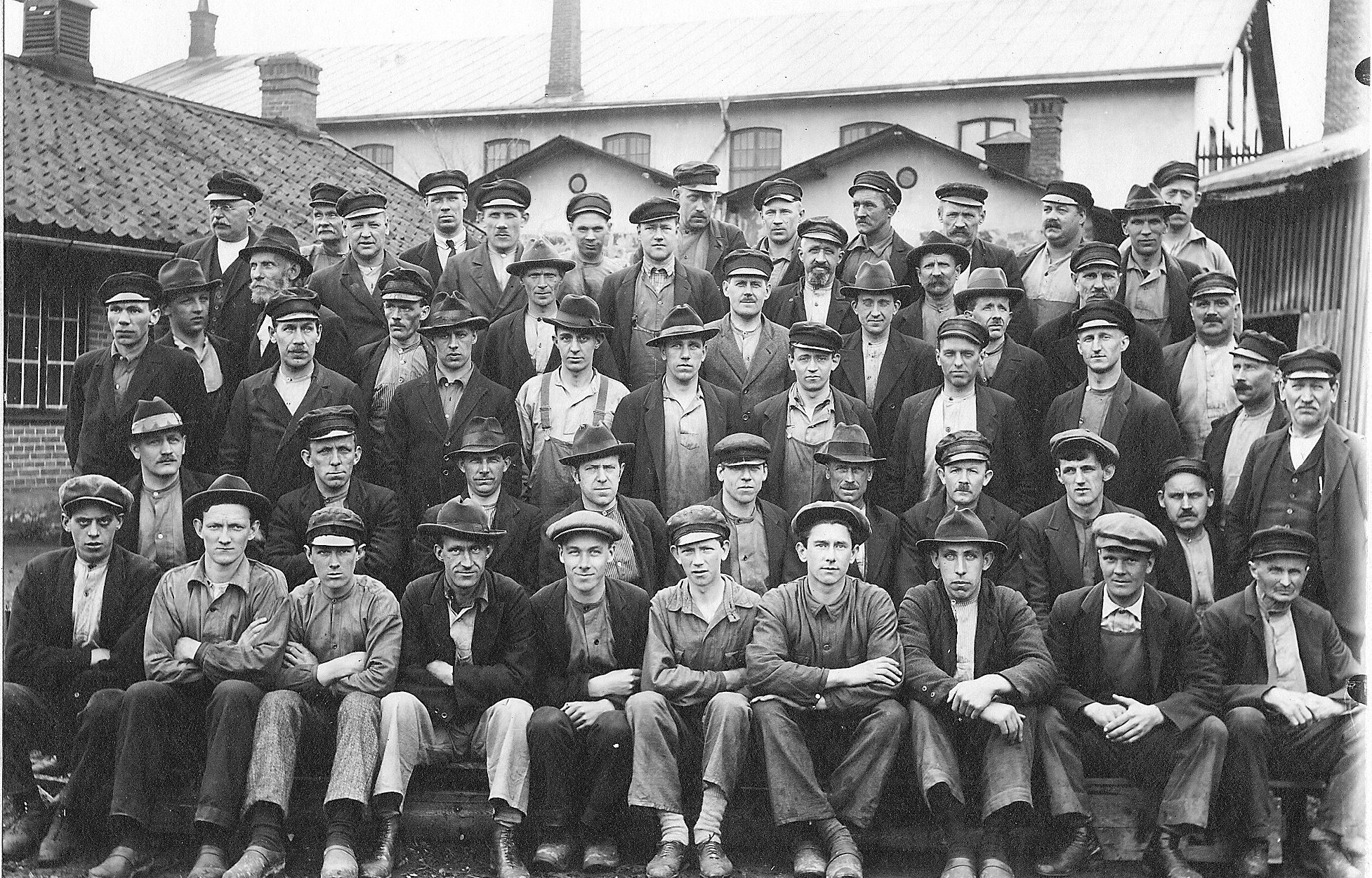
Personal vid Stensholms Fabrik omkring 1930.

År 1939 avled Wilhelm Göransson och Fredrik af Klercker, försäljningschef på NK i Stockholm, utsågs till ny verkställande direktör år 1940. Han hade befattningen till 1945. Fabriken utvecklades våldsamt under tidsperioden. Både fabriken och samhället genomgick stora förändringar och förbättringar. Trots att gamla produkters försäljning, såsom stickmaskiner och kassaregister, stagnerade på grund av det pågående andra världskriget, gynnades företaget på grund av sin tillverkning av krigsmateriel. Sveriges försvarsberedskap beställde mycket från Stensholm, såsom bajonettfästskenor och olika delar till k-pistar. Fabriken var en underleverantör till Husqvarna Vapen. Man var tvungen att inköpa nya arbetsmaskiner och arbetslokaler för att få maskinparken att räcka till. 1940 lades en verktygsverkstad till, och ytterligare en verkstad tillkom efter några år. Ett centralförråd inrättades, på vilkens övervåning en monteringsavdelning inrättades. Man slopade remdriften och använde direkt elkraft. Man var tvungen att anställa nya personer och som mest hade man 222 anställda. 1942 låg årsomsättningen på över 1,5 miljoner kronor.
1945 byggdes ytterligare en stor verkstad där man monterade detaljer till kassaregistren och oljetätningsringar. Man byggde vidare ut lokaler för verkstad och kontor. Trots krigsmaterieltillverkningen och den ökade försäljningen planerade man för produkter att producera efter krigets slut. 1941 föreslogs att slopa vapentillverkningen och istället tillverka exempelvis termostater, strömställare, svänghjulsmagneter och oljetätningsringar. Det fanns begränsat med kunskap om tillverkning av sådana produkter, som ej producerats tidigare i Sverige. Det krävdes en stor ombyggnad och mycket utvecklingsarbete. När vapentillverkningen upphörde började man dock sälja varorna. Under Klerckers chefskap flyttade man upp försäljningskontoret från Husqvarnas fabrik till Stensholms fabrik, och försäljningsarbetet organiserades istället därifrån. Efter kriget blev efterfrågan på kassaregister stor, och 1946 hade fabriken 237 anställda med en årsomsättning på 3 miljoner kronor. 1945 upphörde produktionen av vridmaskiner och 1947 stickmaskinen. På grund av metallarbetarstrejken 1945 skedde en viss nedgång 1945, men överlag hade personalantalet och omsättningen ökat konstant under hela 1940-talet, och 1950 låg antalet anställda arbetare på 257 och man hade 100 anställda tjänstemän. Omsättningen hade ökat från 3 miljoner 1946 till 7 miljoner kronor 1950. En stor del av arbetarna var balter som flytt över Östersjön och polacker som flytt från Hitlers arbetsläger samt svenska kvinnor. 1950 inköptes Haldex AB i Halmstad samt företagets dotterbolag i London och Stockholm, och Nils Olof Engström vid Stensholm blev disponent och chef. Vissa arbeten överflyttades till Haldex, såsom montering av kassaregistrenas komponenter, och försäljningen gick bra. Dock började rykten spridas om att all verksamhet skulle förflyttas till Halmstad och upphöra i Stensholm.

### Nedläggning
1954 såldes fabriksfastigheten och dess byggnader till Husqvarna Vapenfabrik. Besvikelse och oro spred sig bland personalen. En förhoppning låg i att vapenfabriken skulle tillverka något i Stensholm, men så blev inte fallet. Många arbetare fick temporära anställningar vid Husqvarna Vapenfabrik, och några få flyttade med till Haldex. 1954 till 1955 avvecklades och överfördes allt till Haldex, där man fortsatte produktionen av svänghjulsmagneter och delar till kassaregister. Tillverkningen av termostater, oljetätningsringar och strömställare förlades vid det nybildade bolaget "Stefa" som låg i Landskrona, dit Stensholms material och arbetsmaskiner fördes.
Idag har Saab Training and Simulation (tidigare känt som Saab Training System) kontor i lokalerna och kraftstationen finns inte kvar.

## Bostadsförhållanden och byggprojekt

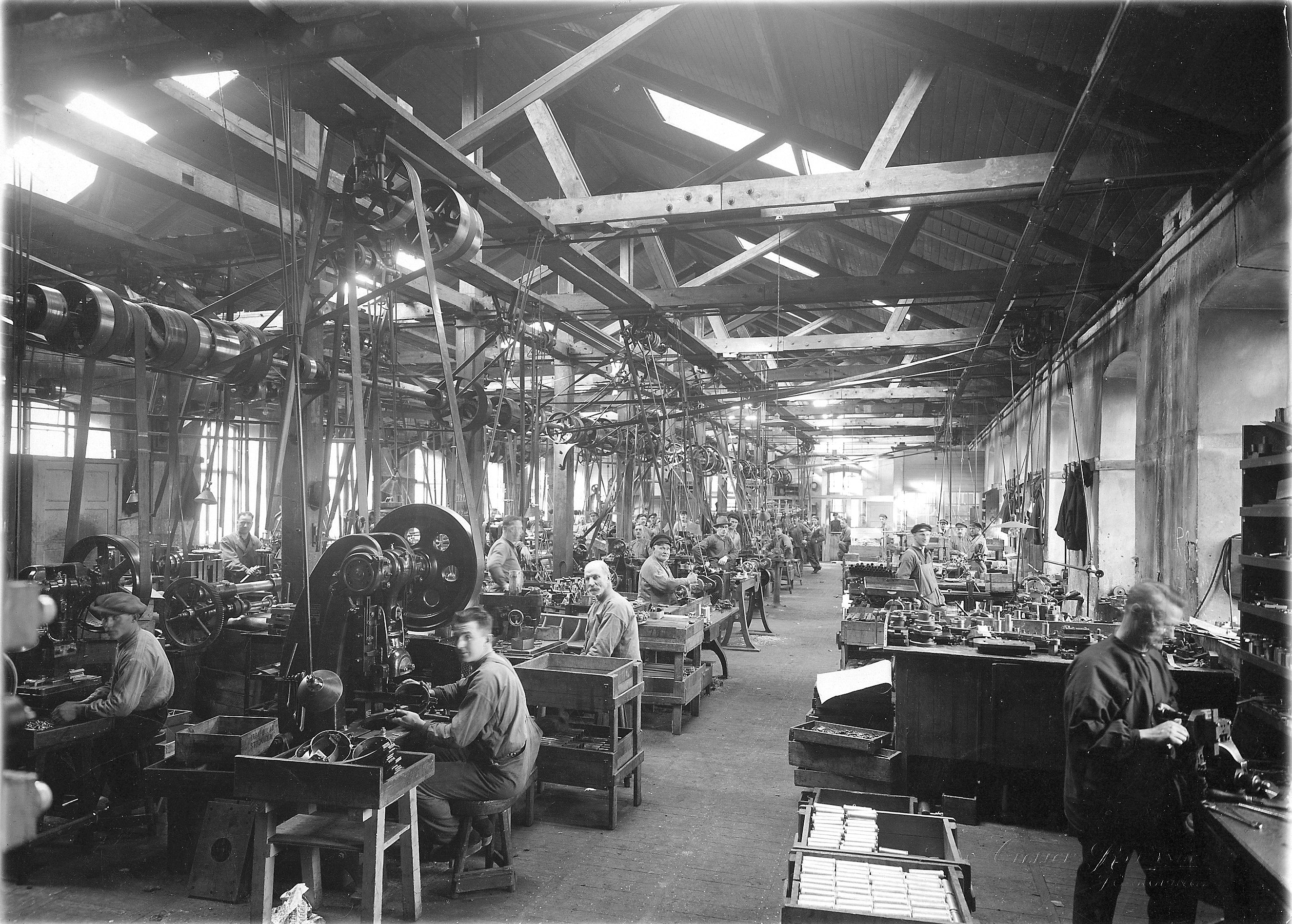
Stensholms maskinverkstad år 1934.

Innan fabriken startades, när pappersbruket fortfarande var i drift, fanns det fem bostadshus som tillhörde företaget för de som var anställda: Backen, Åbo, Ängen, Hallen och Utsikten, som totalt innehöll 23 enrumslägenheter och 12 enkelrum. I enkelrummen fanns det en järnspis, och mindre familjer bebodde ofta dessa lägenheter. I de lägenheter som det fanns rum och kök i värmdes rummen upp av kakelugnar i rummet och järnspisar i köket. Man hade vid den tiden inte lett in vatten i lägenheterna, och några avloppsledningar fanns inte heller. Man fick hämta vatten ur en brunn med en hink, och slaskvatten tömdes ut i naturen. Rummen var belysta av fotogenlampor. Det fanns ingen belysning utomhus och vägarna var i dåligt skick. Det fanns utöver de fabriksägda lägenheterna mellan fyra och fem privatägda hus, vars standard motsvarade fabrikens.
1915 var första gången sedan fabrikens etablerande som man utökade antalet bostäder, då med sex byggnader; tre stycken enfamiljshus, en ny bostad för arrendatorn och Slätten, ett hyreshus med två stycken lägenheter. Dessa sex byggnader är idag rivna. Hotellet byggdes även samma år. 1923 uppförde man huset Mästargården, där fabrikens arbetsledare bebodde två lägenheter. Hotellet innehöll rum för ungkarlar och matserveringar, som var av stort behov främst under första världskriget med den tidens brist på mat. Fram till 1940 byggdes ytterligare några hus för privatpersoner. När af Klercker blev chef för Stensholm växte samhället än mer, delvis på grund av att man löste en tvist om tomtmarken. På grund av att antalet anställda ökade så mycket under 1940-talet uppstod en brist på bostäder, och egnahemsrörelsen bidrog till det nya området Egnahem. Flera flerfamiljshus uppfördes likaså. Förutom byggnader drogs nya gator, samhället belystes, och man drog vatten och avlopp till husen. Vattnet kom genom djupborrning som leddes via ledningar in i husen, och avloppsvattnet rann genom reningsbrunnar. Det fanns däremot inget centralt reningsverk. Under andra världskriget och under efterkrigstiden ransonerades byggandet genom byggnadskvoter, men af Klercker begärde flera gånger högre byggnadskvot och under de åtta till nio åren efter andra världskriget uppfördes 32 egnahemsvillor genom billig mark, lån från staten och kommunen samt subventionering från Stensholms bolag. Genom mark som man köpt från Nordskogens gård byggdes ytterligare hus med 65 lägenheter och 18 ungkarlsrum. 25 lägenheter tillkom genom ett hus i Jönköping och ett i Pettersberg.
Nästa byggnadsprojekt kom genom en stiftelse som bildades av Hakarps kommun och Stensholm för att bygga radhuslägenheter som stod färdiga 1950. Dessa innehöll i totalt fem stycken huskroppar 20 stycken lägenheter. För att motsvara behovet av affärer uppfördes en affär på Stensholm samt en konsumbutik, som nu är nedlagda. Af Klercker ansåg att det var kommunens ansvar att underhålla gatorna och han ville att Hakarps kommun skulle ta över ansvaret för dessa. Kommunfullmäktige beslöt 1949 att betala 117 000 kronor för att bygga och underhålla gator, ledningsnät och gatubelysning. När fabriken såldes ingick dess och bolagets fastigheter, som såldes till Huskvarna stad och som efter att staden slogs ihop med Jönköpings kommun ägs av Jönköpings kommun.

### Elektrifiering
Av Stensholms Fabriks AB kvarstod vattenfallet, dammen och dammfästet i Husqvarna vapenfabriks ägo. Det rinnande vattnet ägdes av Stensholms Fabriks AB. Tidigare, när all rörelsekraft erhölls via en axelkoppling som gick genom maskinverkstaden, gavs maskinerna rörelsekraft genom remdrift. När allt nu var raserat införskaffades en turbin som drev en likströmsgenerator. Generatorn försörjde både maskiner och belysning med kraft, och det utvecklades senare till att innefatta bostäder och gatubelysning på det område där fabriken låg med tillhörande fabrikssamhälle. Vattenkraftsutbytet ökade alltjämt i och med att kraftstationerna samkördes. Under en kort period, efter att Ernst Pettersson tillträdde som chef för företaget, satsade man på produktion av karbidlampor, vilka genomlevde en glansperiod under första världskriget när fotogen var svårt att importera. I och med att elektriciteten blev populär minskade dock marknaden för dessa, och produktionen gick utan framgång. 1920 tillträdde Harald Dahlstedt som ny chef för företaget. Han uppgraderade många av arbetslokalerna såväl som arbetarbostäderna. 1929 ersattes likströmsgeneratorn med en växelströmsgenerator med 150 kW vilket gjorde att belysningen blev bättre och jämnare, ett resultat av hans chefskap. Det gjorde även att man kunde utöka gatubelysningen.
För de som bodde i närheten av fabriken var vattenkraftstillgången av stor vikt. Innan elektrifieringen bestod arbetarbostäderna av fotogenlampor, kakelugnsuppvärmning, järnspis, vatten som hämtades med hinkar, och det fanns ingen avloppsledning. Emellanåt byggdes nya hus, alla av ungefär samma karaktär. På 1940-talet byggdes många nya hus, delvis eftersom man hade löst några marktvister. I och med att många nya anställda började arbeta var man tvungen att förbättra bostäderna och bygga nya. Man gjorde upp planer på egna hemsbebyggelse och flerfamiljshus. Man försåg gatorna med gatubelysning, och husen försågs med vatten- och avloppsledningar. 1943 sålde fabriken 60 kilowattimmar till 80 abonnenter, till ett pris på 8 öre per kilowattimme enligt SOU 1948:6. Kommunen hade dock inte rätt att ta ut elavgifter.

## Föreningsliv

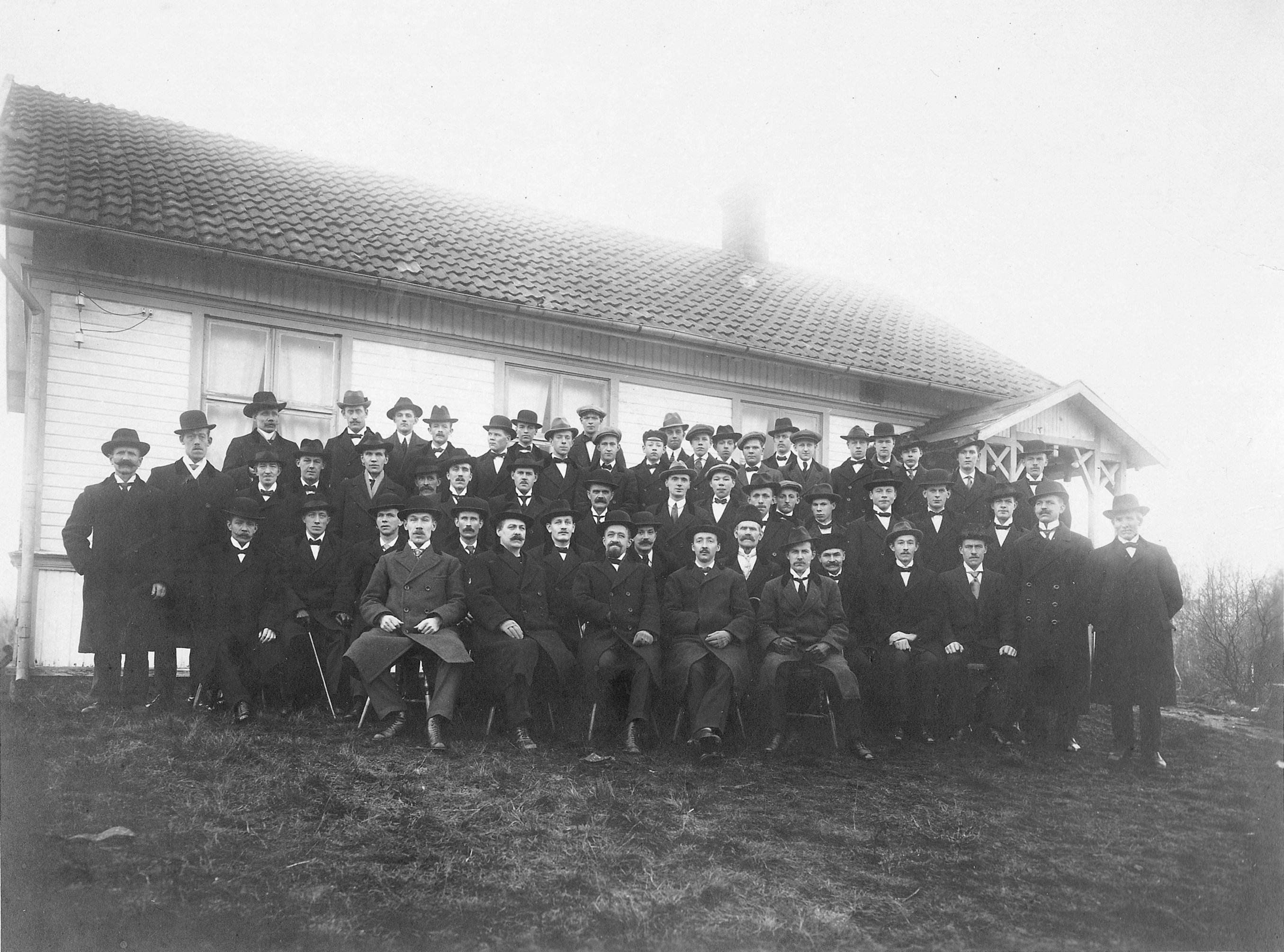
Stensholms fackförening.

Sjukkassan var en förening i Stensholm, vars fullständiga namn var Stensholms fabriks arbetares sjuk- och begravningskassa. Den bildades 1891 och verkade till 1943 när den blev en del av sjukkassan för hela Hakarps kommun, Hakarps Sockens Erkända Sjukkassa. Begravningskassan upplöstes först 1958, och medlemmarna delade på tillgångarna. 1917 bildades avdelning 152 av Svenska Metallindustriarbetareförbundet i Stensholm, och 45 medlemmar fanns vid starten. Förutom några strejker, som metallstrejken 1945, verkade fackorganisationerna främst för lönerna. Från 1920- till 1930-talet låg timlönen på 1 krona per timme, och 1937 på 1,25 krona per timme. Efter andra världskriget passerade timlönen 4 kronor och 1954 låg den på 4,40 kronor per timme. Stensholms kyrkliga arbetsförening, som grundades 1949 av af Klerckers fru Birgitta af Klercker, samlade in pengar till kyrkoverksamheten, fadderbarn och olika ideella ändamål. Det fanns flera bildningsverksamheter, studiecirklar och kurser.

## Kultur
1914 bildades en blåsorkester av några fabrikens arbetare. 1915 spelade orkestern för första gången offentligt, och spelade vid förstamajdemonstrationer och olika sammankomster. 1919 inköptes nya instrument, och en ekonomisk stödförening bildades 1923. Man spelade sista gången 1931 och därefter upplöstes orkestern. Hjalmar Höög var ledare. Olika idrotter utövades flitigt under 1940-talet. Man spelade fotboll på IKHP, och på Stensholms skridskobana spelades hockey, ibland inför tusentals personer. 1944 bildades IK Stefa, som 1967 gick upp i Vätterstads IK, som med tiden blev ena halvan i HV71.
Personaltidningen "Information" utkom mellan 1945 och 1952. Dess uppgift var att redogöra för företagets verksamheten samt att skriva om mer allmänintressanta ämnen.